# 88 Tisbe
Tisbe (asteroide 88) é um asteroide da cintura principal com um diâmetro de 232 quilómetros, a 2,3120128 UA. Possui uma excentricidade de 0,16467371 e um período orbital de 1 681,88 dias (4,61 anos).
Tisbe tem uma velocidade orbital média de 17,90299557 km/s e uma inclinação de 5,21865599º.
Este asteroide foi descoberto em 15 de junho de 1866 por Christian Peters. Seu nome vem da personagem da mitologia romana Tisbe.